# R.K. Narayan

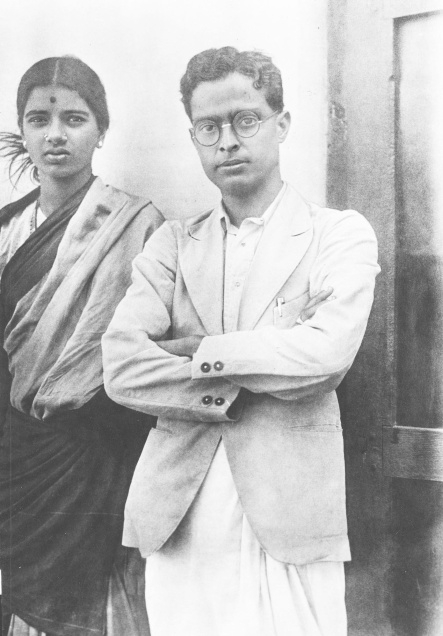
R. K. Narayan med sin fru Rajam, cirka 1935.

Rasipuram Krishnaswami (R.K.) Narayan, född 10 oktober 1906 i Chennai (f.d. Madras), Tamil Nadu, död 13 maj 2001 i Chennai, Tamil Nadu, var en indisk engelskspråkig författare.
Narayan debuterade med romanen Swami and Friends 1936, men var aktiv som författare ännu vid 90 års ålder. Hela 14 av hans böcker utspelar sig i den fiktiva indiska småstaden Malgudi och beskriver ett samhälle i omvandling.
Den brittiske författaren Graham Greene har jämfört Narayan med Anton Tjechov.

## Böcker på svenska
- Läraren och hans hustru (översättning Karin de Laval, Folket i bild, 1953) (The English teacher)
- Guiden (översättning Thesy von Stedingk, Norstedt, 1959) (The guide)
- Skyltmålaren (översättning Lennart och Inga-Britt Edberg, Rabén & Sjögren, 1980). Ny utg. 1992 med titeln Tidens tecken (The painter of signs)